# Stereobat
Stereobat (gr. στερεοβάτης z στέρεος „stężały, twardy, masywny, przestrzenny” i βάτος „stąpający”):
- według Witruwiusza jest to najniższy stopień krepidomy albo górna warstwa fundamentów. Odpowiednik podium w świątyniach rzymskich
- nazwę odnoszono też do wysokich stopni (krepidomy), w odróżnieniu od umieszczanych od strony wejścia (naprzeciwko głównego portalu) wygodnych stopni do wchodzenia, zwanych krepis